# Saint-Georges-des-Groseillers
Saint-Georges-des-Groseillers è un comune francese di 3 295 abitanti situato nel dipartimento dell'Orne nella regione della Normandia.

## Società

### Evoluzione demografica
Abitanti censiti